# Paracles persimilis
Paracles persimilis là một loài bướm đêm thuộc phân họ Arctiinae, họ Erebidae.